# Katharine Cashman
Katharine Venable Cashman est une volcanologue américaine, professeure de volcanologie à l'Université de Bristol et ancienne professeur Philip H. Knight de sciences naturelles à l'Université de l'Oregon.

## Éducation
Cashman fait ses études au Middlebury College, dans le Vermont, où elle obtient un baccalauréat ès arts en géologie et biologie en 1976. Elle poursuit ses études à l'Université Victoria de Wellington en Nouvelle-Zélande, puis termine son doctorat à l'Université Johns-Hopkins, Maryland, en 1986. Ses recherches doctorales appliquent les théories de la distribution de la taille des cristaux aux systèmes volcaniques et sont supervisées par Bruce Marsh .

## Carrière et recherche
Elle est professeure adjointe à l'Université de Princeton de 1986 à 1991, puis professeure associée (1991-1997) et professeure titulaire (en 1997) à l'Université de l'Oregon. Elle part à l'Université de Bristol en 2011 sur une chaire de recherche financée par l'assurance AXA.
Cashman étudie les liens entre les facteurs chimiques et physiques qui contrôlent l'ascension, l'éruption et la mise en place du magma à la surface de la Terre. Elle étudie les volcans sur les sept continents et explore un large éventail de styles d'éruption. Elle est surtout connue pour son travail qui relie la cinétique de la formation de bulles et de cristaux au comportement des matériaux volcaniques, mais travaille sur des problèmes allant des aspects chimiques aux aspects physiques et sociaux du volcanisme. Elle travaille avec tous les observatoires volcaniques américains et siège au comité consultatif scientifique pour l'île de Montserrat ,.
Ses recherches utilisent une combinaison de volcanologie, de pétrologie ignée, de cinétique, de microscopie et de dynamique des fluides avec un accent sur les volcans mafiques. Cela comprend le développement de canaux dans les coulées de lave hawaïennes et la formation de cendres volcaniques lors d'éruptions. Elle s'intéresse également à la composition intermédiaire et aux volcans siliciques, en particulier au mont St. Helens ,.
Cashman est élue à l'Académie nationale des sciences en 2016 . Elle est également élue membre de la Royal Society (FRS) en 2016 . depuis 2016  elle est titulaire d'un Bourse Wolfson. Elle est membre de l'Union américaine de géophysique et de l'Académie américaine des arts et des sciences, et membre de l'Academia Europaea ,,. Elle est membre de l'Association internationale de volcanologie et de chimie de l'intérieur de la Terre (IACVEI).
En 2020, elle reçoit la médaille Murchison de la Société géologique de Londres .